# Isothrix
Isothrix is een geslacht van zoogdieren uit de familie van de stekelratten (Echimyidae). De wetenschappelijke naam van het geslacht werd in 1845 gepubliceerd door Johann Andreas Wagner.

## Soorten
Er worden 6 soorten in dit geslacht geplaatst:
- Isothrix barbarabrownae B. D. Patterson & Velazco, 2006
- Isothrix bistriata Wagner, 1845 - Toro
- Isothrix negrensis O. Thomas, 1920
- Isothrix orinoci (O. Thomas, 1899)
- Isothrix pagurus Wagner, 1845
- Isothrix sinnamariensis Vié, Volobouev, Patton, & Granjon, 1996